# برنامه‌های پنج‌ساله اتحاد جماهیر شوروی
پیاتی لتکا برنامه ی توسعه ی پنج ساله در اتحاد جماهیر شوروی است. رهبری شوروی پس از مرگ لنین به ژوزف استالین رسید. استالین رهبری انحصارطلب در قدرت بود و برای تداوم حکومت خود مجبور به حذف رقیبان و بعضاً همراهان گذشته ی خود بود. استالین موفق شد مقاومت و ایستادگی شوروی در برابر اقتصاد سرمایه داری را پایدار کند و آن را به کشوری خودکفا و نظامی تبدیل کند. او برای اینکه بتواند حامی دیگر کشورهای بلوک شرق باشد و قدرت خود را به بلوک غرب (حامیان اقتصاد سرمایه‌داری) نشان دهد، با برنامه ۵ ساله خود عملاً اعلان جنگی به دهقانان سرمایه‌دار(کولاک ها) کرد.

برنامه ۵ساله ضد سرمایه‌داری

این برنامه‌ها عمدتاً به سه بخش صنعتی‌سازی، کشاورزی اشتراکی و همچنین تثبیت کمونیسم تقسیم می‌شد.

## پیش زمینه

تبلیغات گسترده در شروع پیاتی لتکا با شعار برنامه ۵ساله یک جنگ سوسیالیستی است.

برنامه استالین در نتیجه شکل‌گیری برنامه NEP توسط لنین (New Economic Policy or NEP)(سیاست اقتصادی جدید) به وجود آمد، برنامه لنین NEP زمانی شکل گرفت که پیشنهاد جایگزینی نظام کمونیسم جنگی داده شد، کمونیسم جنگی در زمان جنگ داخلی شوروی به دلیل اینکه کشور لجام گسیخته شوروی نیاز به یک نظام قدرتمند داشت، مطرح شده بود.  این سیاست اقتصادی جنگی شامل قرارگیری تمام ظرفیت های ارضی و فنی کشور تحت اختیار حاکمیت جدید آن پس از انقلاب اُکتبر روسیه بود. با کاهش قدرت روس های سفید (طرفداران روسیه ی تزاری که در جنگ با روس های سرخ(بلشویک ها) بودند) لنین برنامه ی نپ را به اجرا انداخت و اقتصادی سوسیالیستی کمرنگ شد. استالین رویکرد درست را در اجرای سیاست های سنتی شوروی می دید و نپ را لغو کرد و پیاتی لتکا که دنباله ی همان اقتصاد سوسیالیستی بود را به اجرا درآورد. پیاتی لتکا باعث شد تولید کارخانه‌ها افزایش پیدا کند و شوروی از هفتمین کشور قدرتمند صنعتی به دومین جایگاه برسد و این زمینه ساز بروز جنگ سرد و رقابت برای ربودن گوی در میدان اقتصادی جهان از ایالات متحده بود.

### برنامه ۵ساله اول (۱۹۲۸ تا ۱۹۳۳)
تأکید بر گسترش ابزار صنعتی و ماشین آلات داشت، استالین می‌گفت اگر عقب ماندگی را پایان ندهیم کشورهای پیشرفته (غربی سرمایه‌داری) مارا به مرور له خواهند کرد. همچنین این برنامه همراه با تاًسیس شبکه‌های خط آهن و راه‌سازی بود؛ و آموزش تحصیلات، بخش‌های اساسی این برنامه حرکت به سمت کشوری صنعتی و صنعتی‌سازی، و کشاورزی اشتراکی و مقابله بیشتر از برنامه NEP با خصوصی‌سازی بود.

### برنامه ۵ساله دوم (۱۹۳۳ تا ۱۹۳۸)
ادامه دهنده برنامه نخست صنعتی‌سازی سریع و سنگین اما متمرکز در مناطق جدید بود.

### برنامه ۵ساله سوم (۱۹۳۸ تا ۱۹۴۱)
این برنامه بیشتر توجه به ایمن کردن و الزامات نظامی داشت، چرا که شوروی باید خود را برای جنگ جهانی دوم آماده می‌کرد، همچنین این برنامه نقش بسزایی در برنامه‌های توزیع مواد مصرفی داشت.

## نخستین برنامه ۵ساله

پس از پایان برنامه پنج ساله اول شوروی به دومین کشور قدرتمند صنعتی جهان تبدیل شد.

### صنعتی‌سازی
استالین همواره سعی داشت که کشور شوروی را از کشوری کشاورزی عقب‌افتاده به کشوری صنعتی تبدیل کند، او از جمله شروع به ساخت شرکت‌هایی در گوشه و کنار شهرها کرد، این صنعتی‌سازی سریع باعث کمبود کارگران شد که مشارکت زنان در صنعت را طلب کرد به شکلی که در سال ۱۹۳۷ در برنامه ۵ساله دوم حدود ۴۰٪ از کارگران را زنان تشکیل می‌داد، که حداقل برابری زن و مرد به این شکل در کشورهای دیگر در آن زمان نبود، اما این صنعتی‌سازی سنگین سریع و بخش‌های دیگر برنامه ۵ساله یعنی کشاورزی اجتماعی غیرممکن بود، و به همین دلیل مشکلاتی را با خود آورد از جمله کمبود محصولات غذایی، احتمالاً ۱۰ میلیون نفر بر اثر گرسنگی مردند. این باعث شد استالین شروع به جمع‌آوری غلات کند که این اوضاع را بهبود بخشید و همچنین باعث شد استالین به بیرون از کشور هم غلات صادر کند.

### کشاورزی اجتماعی
با اقداماتی که در راستای صنعتی شدن کشور انجام شد میلیون‌ها نفر از دهقانان مجبور شدند به صنعت روی بیاورند، جای خالی انقلابی در کشاورزی را نشان می‌داد، طی کشاورزی اجتماعی زمین‌های کوچک مطلق به مردم تبدیل به زمین‌های بزرگ دولتی اجتماعی شد، از زمان برنامه NEP توسط لنین، کولاک‌ها (دهقانان ثروتمند) قیمت غلات را کنترل می‌کردند و همچنین مازاد آنهارا احتکار می‌کردند، استالین اگرچه تلاشی برای از بین بردن این قدرت کرد، اما از طرفی نمی‌توان غافل شد استالین چه نگاه بدی به این افراد داشت؛ و البته این موضوع دهقانان ثروتمند با کمونیسم سازگاری نداشت. طی این قسمت از برنامه ۵ساله استالین، کارگران ماشین آلاتی را با وام دریافت کردند و ۹۰٪ درصد محصولات ارزان به ایالات فروخته می‌شد و ۱۰٪ درصد خوراک حیوانات قرار می‌گرفت. البته این همواره در کنار اعتراض دهقانان ثروتمند بود برای نمونه وقتی از فروش محصولات اضافی خود امتناع کردند مالیات سنگینی دریافت کردند که این باعث شد آن‌ها در اعتراض، محصولات خود را از بین ببرند یا حیوانات خود را بکشند، این مسئله باعث شد حدود ۵ میلیون کولاک (کشاورزان ثروتمند) اخراج بشوند

### مقابله با خصوصی‌سازی
گاهی مالیات از صاحابان شرکت‌ها به قدری بود که این افراد نمی‌توانستند ادارت خود را مدیریت کنند.

### آموزش
یکی دیگر از بخش‌های برنامه ۵ساله آموزش را که از قبل مورد تأکید بود هدف قرار می‌داد طی این برنامه ۵ساله هزاران مدرسه تأسیس شد، و به خصوص به سواد بزرگسالان پرداخته شد، میزان بی‌سوادی در آن دوران در سال ۱۹۲۴ از ۵۰٪ به ۲۰٪ درصد در سال ۱۹۳۹ پیشرفت داشت.
در سال ۱۹۳۲ نخستین برنامه پنج ساله (۱۹۲۸ تا ۱۹۳۳) به پایان رسید. (این برنامه یک سال زودتر به پایان رسید) اگرچه به اندازه پیشرفت کشورهای غربی برنامه ۵ساله پیشرو نبود اما پایه‌های صنعتی کشور تأسیس شد و شوروی تبدیل به یک ابرقدرت در بخش صنعت شد.